# Đối thủ cạnh tranh tiềm tàng
Đối thủ cạnh tranh tiềm tàng hay Đối thủ cạnh tranh tiềm ẩn, Đối thủ cạnh tranh tiềm năng là những từ khác nhau để chỉ một đối thủ có khả năng gia nhập và cạnh tranh trong một thị trường cụ thể song hiện tại chưa gia nhập.
Trong quản trị chiến lược, khái niệm này luôn được xét đến khi phân tích cạnh tranh nhằm đánh giá các nhân tố bên ngoài có thể liên quan, tác động đến tổ chức, công ty trong tương lai, nhằm ra quyết định chiến lược chính xác.